# Bisztrik
A Bisztrik (ukránul: Бистрик, Bisztrik) patak Kárpátalján, a Turja bal oldali mellékvize. 
A Kéklő-hegység északi részén ered. Egy jobb oldali mellékvize Vojevodinón folyik keresztül. Turjavágáson ömlik a Turjába.

## Települések a folyó mentén
- Turjavágás (Тур’я Пасіка)